# Mýtus (Roland Barthes)
Mýtus (z řeckého mythos, tj. slovo) v podání francouzského sémiotika Rolanda Barthese neoznačuje příběh či legendu bez autora, jak by se z názvu mohlo zdát. Název je v tomto případě zavádějící, čehož si byl autor při definování konceptu vědom. Barthes argumentuje tím, že jeho cílem nebylo definovat slova, ale věci. V oblasti mediálních a kulturálních studií funguje mýtus podobně jako ideologie, konkrétně v oblasti naturalizace významu, tedy ve vydávání nového významu za význam původní, přirozený. Někteří uvádějí, že je mýtus synonymem ideologie.

## Co je a co není mýtus
Mýtus je určitá promluva. Jde o sdělení, které má svá specifika. Mýtem může být de facto vše: sdělení ústní či psané, konkrétněji fotografie, film, divadlo, reportáž, sport, článek, reklama a podobně. Mytická promluva je vytvořena z materie, která je již zpracována s ohledem na danou komunikaci. Tato promluva je definovaná svou intencí daleko více než svou doslovností. To, jakou zvolíme pro mýtus materii, hraje svou roli. Například fotografie totiž zaujme daleko více než písmo. Mýtus nevyplývá z přirozenosti věcí, ale naopak: vytváří se ve vazbě na lidské dějiny. Mýtus přesahuje oblast lingvistiky až do sémiologie (sémiotiky).

## Mýtus jako sémiologický systém
První systém (lingvistický) se skládá z 1. označujícího a 2. označovaného, což jsou pojmy jazykovědce Ferdinanda de Saussure. Tato rovina mýtu odkazuje na denotativní vztah v jazyce (denotace jako primární, doslovný význam znaku). Následuje sekundární sémiologický systém, a to je mýtus, reprezentovaný I. označujícím a II. označovaným. Tato rovina je rovinou konotativní, tedy sekundárním významem znaku. Důležité je zmínit, že Barthes prvkům ve schématu přiřazuje nové názvy. 1. označující nazývá „smyslem“, I. označující „formou“, 2. i II. označované „konceptem“ a III. znak označuje výrazem „signifikace“.

## Princip fungování mýtu
Popisované vydání časopisu Paris-Match pochází z 50. let 20. století, kdy Alžírsko bojovalo za nezávislost od Francie. Tento konflikt byl tak závažný pro tehdejší společnost, že se dostal ve formě salutujícího černocha i na titulní stranu společenského časopisu, ačkoliv šlo o politické téma.
Při analýze titulní strany podle schématu mýtu se objevuje víc než jen obrázek vojáka. Z hlediska lingvistického systému je 1. označujícím (smyslem) černý voják salutující/zdravící Francii. 2. označovaným (konceptem) je odhodlaný mix francouzství a válečnictví, hrdosti za vlast. Jinak je však tomu na 2. rovině signifikace. I. označující (forma) ztrácí svůj původní smysl, už není důležitý biografický příběh černošského vojáka. Formě byl přiřazen nový koncept, a to koncept francouzského imperialismu. Jde tedy o mýtus dobré, demokratické Francie, ve které svým utlačovatelům rádi slouží i utlačovaní. Došlo tedy k vyprázdnění původního smyslu, k uzávorkování a „zmrazení“ či zvěčnění významu. Černý voják se zde stal symbolem francouzského imperialismu. Tento význam je mýtem zobrazován jako původní (přirozený), ačkoliv původní není, využívá se zde proces naturalizace významu. Jinými slovy: fotografie na titulní straně časopisu neukazuje to, co se na první pohled zdá (černošského vojáka), ale něco víc (francouzský imperialismus).
Ve společnosti existuje mnoho mýtů, které se snaží působit přirozeným dojmem, tedy tak, jako by zde byly odjakživa. Je to například mýtus ideální ženské postavy (propagace štíhlých modelek, reportérek, a podobně), jehož kořeny se do lidských myslí mohou dostat už v dětství, kdy děvčata dostávají štíhlé panenky Barbie. Dalšími příklady mohou být mýty ideální rodiny, úspěchu (zde například tzv. „american dream“) a podobně.

## Funkce a čtení mýtu
Mýtus má ve společnosti svůj úkol. Z příkladu s titulní stranou Paris-Match vyplývá, že jednou z charakteristických vlastností mýtu je přetvářet smysl na formu, odtud tvrzení, že mýtus je krádeží řeči. Salutující voják byl odcizen proto, aby došlo k naturalizaci francouzského impéria. Jednou z klíčových funkcí mýtu je tedy přeměňovat dějiny na přirozenost (naturalizace mýtu). Mýtus však má i další funkce: organizuje sociální realitu tak, že se jeví jako bez rozporů, jde tedy o funkci vysvětlující (zde je možná paralela s ideologií). Dále mýtus upozorňuje a přesvědčuje, ale taky konstatuje nějaký fakt, čímž se snaží působit přirozeně. Mýtus vyzývá čtenáře k tomu, aby si jej přečetl.
Barthes mluví o třech typech čtení mýtu. Prvním je zviditelnění intence mýtu, kdy je cílem šířit mýtus dále. Takto například postupovali novináři, kteří psali o francouzsko-alžírském konfliktu v 50. letech 20. století. Pro redaktory byl salutující černoch jen symbolem francouzského imperialismu. Druhým způsobem čtení mýtu je čtení mytologa, který se snaží demaskovat intenci mýtu. Mytolog zničí mýtus tím, že dekonstruuje procesy signifikace. Mytolog tedy rozkrývá na první pohled nezjevné (aspoň z pozice čtenáře) implikace, které s sebou fotografie černošského vojáka nese. Ze salutujícího vojáka se tak stává jen alibi francouzského imperialismu. Třetím způsobem čtení mýtu je čtení obyčejných lidí, tedy těch, pro které byl mýtus vytvořen. Ve fotografii z titulní strany společenského časopisu vidí francouzský imperialismus.

## Pochybnosti spojené s konceptem
Jakub Češka ve své knize Zotročený mýtus: Roland Barthes poukazuje na dvojznačnost Barthesových analýz. Vznáší například zajímavou otázku, a to ohledně reálnosti Barthesova vymezení mýtu. Ptá se, zda by mýtus existoval i bez toho, aby o něm Barthes mluvil. Konkrétněji je otázkou, zda Barthes skutečně odkrývá skryté významy, které mýty obsahují, nebo je naopak například fotografii salutujícího vojáka vsugeruje svým vyprávěním. Další pochybností je to, že Barthes vykládá jednu jedinou zjevnou možnost čtení mýtu pro čtenáře, a to je v případě černošského vojáka symbol francouzského imperialismu. Ve svých dalších dílech (například Smrt autora z roku 1968) však čtenáře obdivoval jako ty, kteří jsou text schopni číst hned několika způsoby (kolikerá četba, tolik smyslů).
Češka dále zpochybňuje Barthesův popis titulní strany Paris-Match. Ten tvrdí, že černoch salutuje francouzské vlajce, avšak na fotografii žádná vlajka není. V tomto se lze spoléhat pouze na Barthesovo vyprávění. Není jasné, kdo dal autorovi právo popisovat něco, co je „za hranicí“ zobrazené fotografie.
Barthes také popisuje mýtus z pozice, která není zřejmá. Především není jasné, čeho chce kromě rozvratu sugesce mýtu svou promluvou dosáhnout. Není také jasné, proč Barthes ve svých Mytologiích vypráví, jak k fotografii černošského vojáka přišel, jaký to má vliv na celkový koncept mýtu.
Češka také upozorňuje na to, že v Barthesových textech dochází ke kontaminaci nízkého (beletristické prvky) a vysokého (učené pojednání) žánru. Jeho myšlenky proto nelze brát tak vážně, jako kdyby se držel pouze učeného pojednání a vyhnul by se beletristickým prvkům. To by vypadal bez pochyb jako analytický myslitel, nejen jako pisatel beletrizujících esejí.